# Пуерто-Віяміль
Пуерто-Віяміль (ісп. Puerto Villamil) — невеличке портове селище, розташоване на південному березі острова Ісабела, одному з Галапагоських островів, назване на ім'я Хосе де Віяміля, одного з борців за незалежність Еквадору. З близько 2 200 мешканців острова майже всі живуть у цьому поселенні. Також гавань міста є популярним місцем зупинки приватних яхт на шляху до Маркізьких островів, як найзахідніше поселення архіпелагу.
| Еквадор | Це незавершена стаття з географії Еквадору. Ви можете допомогти проєкту, виправивши або дописавши її. |